# 12321 Zurakowski
12321 Zurakowski (1992 PZ1) là một tiểu hành tinh vành đai chính được phát hiện ngày 4 tháng 8 năm 1992 bởi H. E. Holt ở Đài thiên văn Palomar.